# 平戸市営フェリー
平戸市営フェリー（ひらどしえいフェリー）は、長崎県平戸市が運航する、市内の離島である的山大島と、平戸島、九州本土の田平港を連絡するフェリー航路である。本項では的山大島の航路概略についても記述する。

## 概要
2005年（平成17年）の新設合併により、大島村の運航していた航路を継承した。
的山大島には戦前、野母商船の博多 - 上五島、長崎 - 対馬、的山 - 伊万里の各航路が寄港していたが、各航路とも抜港または休廃止され、戦後は村営船の他、1968年（昭和43年）頃まで松浦汽船が平戸・田平航路を運営した。その後、1998年（平成10年）には美咲海送が貨物フェリーとして参入し、のちに旅客定期航路となるが、2012年（平成24年）に撤退、以降は平戸市営フェリーが唯一の定期航路として、客貨の輸送を行っている。
この間、1963年（昭和38年）に島内の通学航路として的山 - 板浦航路を開設（のち廃止）、1970年（昭和45年）には平戸・田平航路に初のカーフェリー「大島丸（3代）」が就航し、フェリー化された。
美咲海送の撤退後、増便によっても航送需要に応えきれないことから、2019年（平成31年）には船舶を大型化している。

## 航路

### 現在の航路
- 平戸（平戸島） - 田平 - 的山（的山大島）

航路距離18.53km、所要時間40分（直航）。
一日5往復、うち平戸行の1便のみ田平寄港。1月1日は全便休航。
かつては神浦（的山大島）寄港便もあったが、2024年現在、島内の寄港地は的山港のみとなっている。

### 過去の航路
- 的山 - 板浦（的山大島）[3]

航路距離2.5km、学休日運休。
1963年に開設された島内沿岸航路。廃止時期不明。

## 船舶

### 運航中の船舶

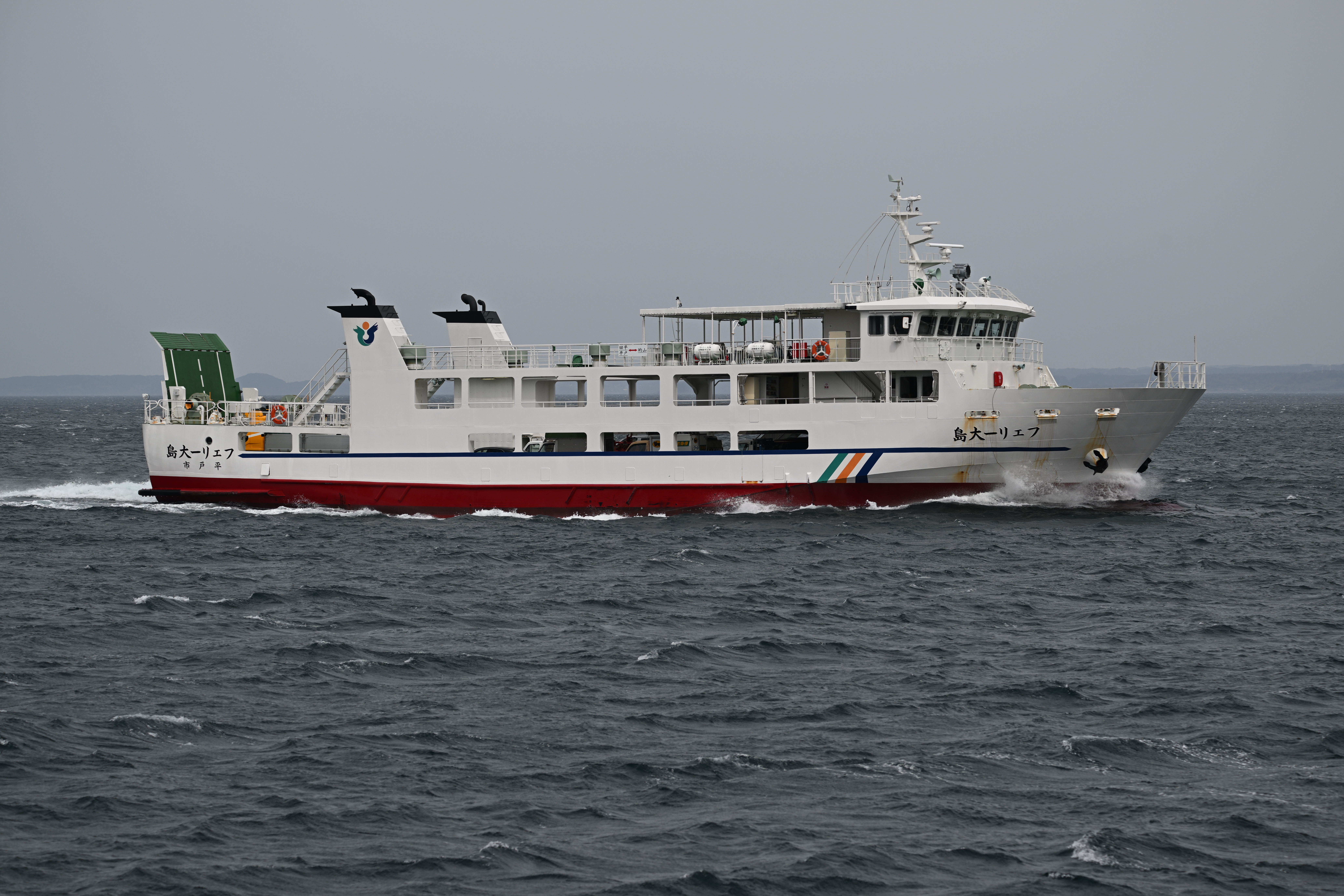
フェリー大島（2代・2024年）

- フェリー大島（2代）[4]

2019年1月就航、前畑造船建造。
272総トン、全長46.57m、型幅10.00m、型深さ3.50m、ディーゼル2基、機関出力1,472kw、航海速力13.3ノット、旅客定員150名。
車両甲板は開放型・ランプは船尾のみとなったが、船型は全般に拡大され航送能力の増強が図られた。

### 過去の船舶

#### フェリー

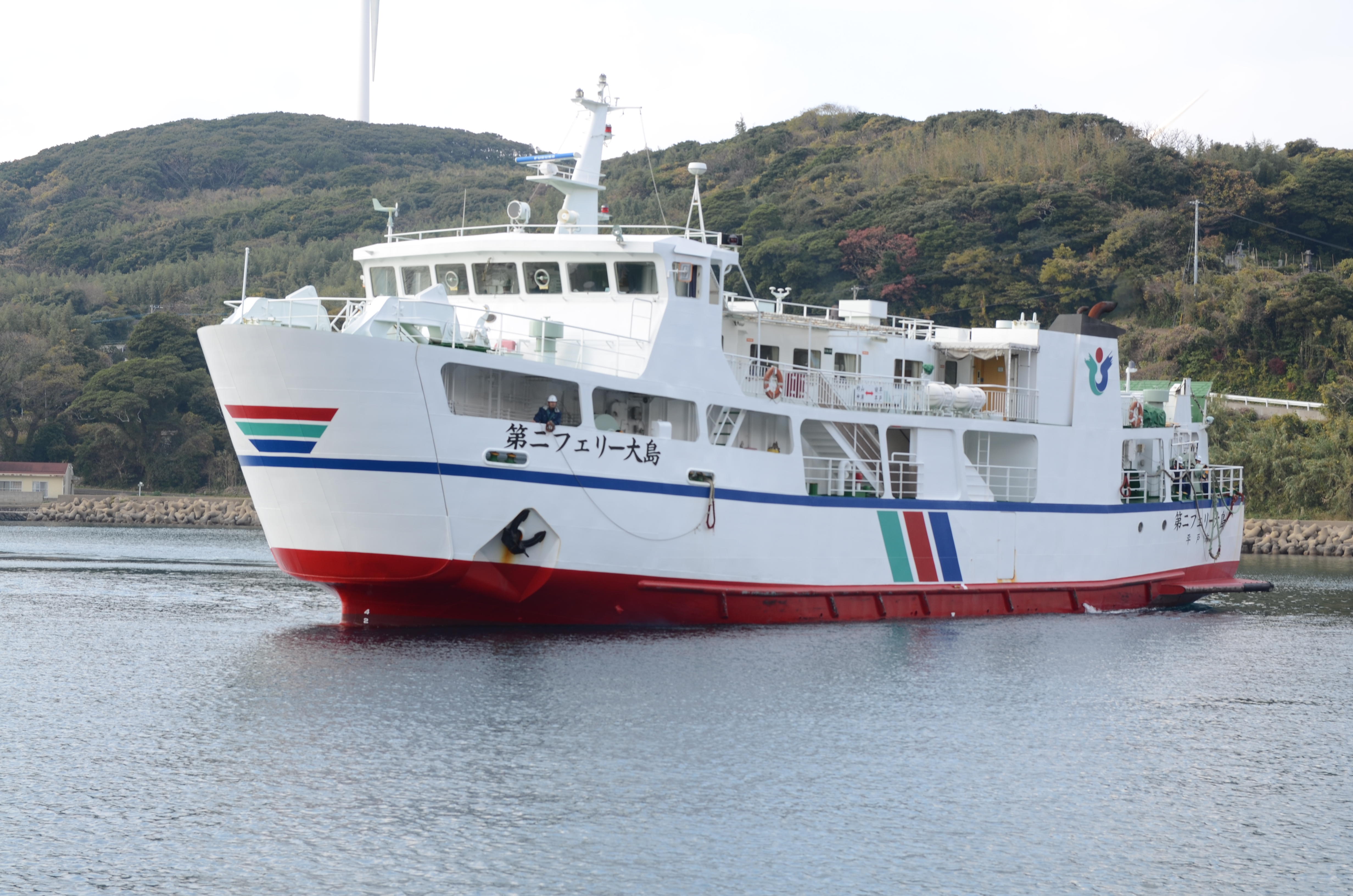
第二フェリー大島（2011年）

- 大島丸（3代）[5]

1970年12月竣工、前畑造船鉄工建造。
148.59総トン、全長32.23m、型幅6.80m、型深さ2.55m、ディーゼル1基、機関出力750ps、航海速力12ノット、旅客定員220名、乗用車2台または2tトラック1台。
的山大島初のカーフェリー。
- フェリー大島（初代）[6]

1989年11月竣工、向井造船所建造。
198総トン、全長37.60m、型幅8.00m、型深さ3.04m、ディーゼル2基、機関出力1,700ps、航海速力13.0ノット、旅客定員167名、8tトラック1台・乗用車2台。
引退後、苓北町（安田産業汽船用船）に売船、「フェリーきずな」に改名。
- 第二フェリー大島[7]

2005年12月16日竣工、前畑造船建造。
199総トン、全長42.12m、型幅9.60m、型深さ3.50m、ディーゼル2基、機関出力1,324kw、航海速力13.0ノット、旅客定員150名、トラック2台・乗用車2台。
このクラスとしては珍しいバウバイザーを装備し、前後にランプを持つ密閉型の貫通車両甲板となった。
引退後、安栄観光に売船、「フェリーはてるま2」に改名。

#### 旅客船
- 大島丸（初代）

1949年12月進水。
- 第二大島丸[9][注 1]

1954年6月進水、平戸造船所建造、木造。
49.18総トン、焼玉機関、機関出力120ps、航海速力8ノット、旅客定員68名。
- 大島丸（2代）[3]

1955年11月進水、鋼製。
79.90総トン、ディーゼル1基、機関出力270ps、航海速力9ノット、旅客定員106名。
もと生月漁業協同組合「いきつき丸」。
- もとやま[3]

1963年3月進水、鋼製。
18.13総トン、ディーゼル1基、機関出力45ps、航海速力7ノット、旅客定員32名。
的山 - 板浦航路に就航。